# Herbert Behrens (tennis)
Pour les articles homonymes, voir Behrens.
Herbert E. Behrens, Jr., né le 1er mars 1929 à Fort Lauderdale en Floride et mort le 30 juin 2015 à Bonita Springs dans le même État américain, est un joueur de tennis américain.

## Palmarès
- Masters de Cincinnati : vainqueur en 1948